# Серафим (Лукьянов)
Митрополи́т Серафи́м (в миру Алекса́ндр Ива́нович Лукья́нов; 23 августа (4 сентября) 1879, Саратов — 18 февраля 1959, Молдавская ССР) — епископ Русской православной церкви, Константинопольского патриархата и Русской православной церкви заграницей; Экзарх Патриарха Московского и всея Руси в Западной Европе (1946—1949).

## Биография
Родился 23 августа (4 сентября) 1879 года в семье саратовского священника. Окончил Саратовское духовное училище и Саратовскую духовную семинарию (1900).
В 1900 году поступил в Казанскую духовную академию, где 7 декабря 1902 года был пострижен в монашество и 8 декабря того же года рукоположён в иеродиакона, а в 1903 году — во иеромонаха.
В 1904 году окончил академию со степенью кандидата богословия и был назначен преподавателем библейской и церковной истории в Уфимской духовной семинарии, с 16 сентября 1906 года её инспектор.
В 1907 году назначен ректором Таврической духовной семинарии и возведён в сан архимандрита. Председатель епархиального училищного совета и подготовительной комиссии к епархиальным съездам духовенства, товарищ председателя Таврического комитета по делам раскола и сектантства.
С 8 августа 1911 года ректор Саратовской духовной семинарии, председатель епархиальных Училищного и Миссионерского советов, благочинный женских монастырей. Постоянно бывал на уроках в разных классах, лично проверял письменные работы, выступал как сторонник регулярного внеклассного чтения семинаристов, повышения их научной образованности. Более активно стала пополняться семинарская библиотека; на заседаниях правления ректор сам утверждал списки нужных книг. Оживилась деятельность Общества вспомоществования недостаточным воспитанникам, в его кассу стало поступать больше пожертвований. Ректор помогал многим воспитанникам из личных средств, был инициатором создания новых стипендий для лучших учеников. C 1911/1912 учебного года в семинарии стали проводиться внеклассные занятия и чтения, разрешения которых уже давно добивались семинаристы.
7 сентября 1914 года хиротонисан во епископа Сердобольского, викария Выборгской и Финляндской епархии, а также Архангельской и Олонецкой (по карельским приходам). Хиротонию возглавил митрополит Петроградский Владимир (Богоявленский). Правящим архиереем был архиепископ Сергий (Страгородский), с которым, как владыка признавался в эмиграции, «был связан… узами крепкой личной дружбы». Председатель Православного карельского братства.
Награждён орденами святой Анны II степени, святого Владимира 4-й (1912) и 3-й (1915) степеней.
Член Поместного Собора по должности, участвовал в 1-й сессии, заместитель председателя VIII, член I, II отделов.
C 11 августа 1917 года временно управлял Финляндской епархией. 10 января 1918 года в Выборге на епархиальном съезде духовенства и мирян под председательством митрополита Петроградского Вениамина избран главой епархии. Определением Святейшего Синода от 17 января 1918 года утверждён епископом Финляндским и Выборгским. Значительная часть финляндского духовенства осталась недовольна избранием, считая, что епископ Серафим победил исключительно благодаря процедуре выборов, навязанной Синодом. Недовольные избранием финско-карельские приходы через своих депутатов подали заявление митрополиту Вениамину, что готовы возбудить ходатайство об учреждении самостоятельной Карельской епархии.
В 1920 году возведён в сан архиепископа.
6 июля 1923 года Православная церковь Финляндии вопреки желанию архиепископа Серафима получила статус автономии в составе Константинопольского патриархата.
29 декабря 1923 года решением Государственного совета и указом президента Финляндии за несоответствие закону о языке был отстранён от управления епархией как «не пожелавший ходатайствовать о предоставлении отсрочки для изучения финского языка», с оставлением права совершать богослужения. С 1 января 1924 года правительство возложило обязанности архиепископа Выборгского и Финляндского на Церковное управление, обязав его совместно с Собором войти с представлением о назначении нового архиепископа. Синод РПЦЗ признал увольнение незаконным, заявив, что покинуть свой пост канонический глава мог только по суду или по собственному желанию.
Жил на покое в Коневецком монастыре, а в 1926 году был выдворен из Финляндии по приговору суда. 30 июня 1926 года поселился в Лондоне по приглашению митрополита Евлогия (Георгиевского) на правах викарного епископа Архиепископии русских приходов. По воспоминаниям митрополита Евлогия: «Архиепископ Серафим внёс в лондонскую паству смуту, а потом возглавил там „карловчан“».
С 26 января 1927 года до 31 августа 1945 года состоял в епископате Русской православной церкви заграницей с титулом архиепископа Западно-Европейского, служил в Париже в Знаменском храме.
Крайне негативно встретил т. н. «Декларацию» митрополита Сергия (Страгородского) и его последующие действия, в интервью эмигрантской газете «Возрождение» 25 июня 1930 года заявил, что «Митрополит Сергий отпал от Церкви».
7 декабря 1938 года возведён в сан митрополита.
В августе 1938 года участвовал во Втором Всезарубежном Соборе РПЦЗ.
В послании от 22 июня 1941 года поддержал «освободительный поход» вермахта против СССР, полагая коммунистический режим гораздо бо́льшим злом для России.
В годы войны имела место и неудачная попытка сместить митрополита Серафима (Лукьянова) с его кафедры. Поводом к смещению митрополита стал донос бывшего старосты парижской церкви о психической невменяемости иерарха. Кроме того, в Синод поступали другие жалобы. В 1942 г. Архиерейский Синод предписал митрополиту Серафиму (Ляде) провести ревизию в Западноевропейской епархии. Сам митрополит Серафим (Лукьянов) расценил происходящее как явное желание немцев избавиться от него и как предательство со стороны митрополита Анастасия. Однако митрополит Серафим (Ляде) заявил, что донос о невменяемости митрополита Серафима (Лукьянова) несправедлив.
16 октября 1943 года участвовал в совещании епископов РПЦЗ в Вене, на котором подписал Определение о том, что «избрание Митрополита Сергия на Престол Патриарха Московского и всея Руси является актом не только неканоничным, но и нецерковным, политическим, вызванным интересами советской партийной коммунистической власти и её возглавителя диктатора Сталина, переживающих тяжёлый кризис во время войны и нуждающихся в помощи ненавистной им и ещё недавно гонимой ими Православной Церкви».
31 августа 1945 года принят в клир Московского Патриархата в сущем сане митрополита, полученном им в «карловацком расколе».
9 августа 1946 года, на следующий день после смерти митрополита Евлогия (Георгиевского), был назначен Патриаршим Экзархом Западной Европы вместо архиепископа Владимира (Тихоницкого), указанного в завещании митрополита Евлогия. Митрополит Серафим не пользовался авторитетом среди эмигрантов «евлогиевской» юрисдикции. Это было связано с его поддержкой Гитлера и враждой с митрополитом Евлогием. Архиепископ Фотий (Топиро), посетивший Францию в 1946 году, отмечал в своём отчёте, что владыка «весьма небезупречен и в бытовом отношении». В итоге большая часть приходов, ранее возглавлявшихся митрополитом Евлогием, окончательно разорвала связи с Московским Патриархатом, вернувшись в юрисдикцию Константинопольского Патриарха.
Общее число приходов московского экзархата в Западной Европе выросло до 36. Под властью митрополита Серафима теперь было три группы общин: 1) бывшие приходы РПЦЗ; 2) приходы митрополита Евлогия, оставшиеся в юрисдикции Патриарха Алексия после 1946 г.; 3) приходы, до 1945 г. подчинявшиеся Москве. Последние две группы признали над собой власть митрополита Серафима неохотно, так как до 1945 г. они с ним активно враждовали. Антипатия никуда не ушла, и нарекания в адрес митрополита со стороны этих групп были весьма ощутимы. Сам архиерей своими действиями создавал благоприятную почву для всевозможной критики. Контакты иерарха с римо-католиками и англиканами, от которых он старался получить материальные средства, приводили в конечном счете лишь к падению его авторитета.
В феврале 1947 года во главе «парижской церковной делегации» посетил Москву.
В июле 1948 года участвовал в церковных торжествах в Москве по случаю 500-летия автокефалии Русской Православной Церкви. В статье «Без канонов» критиковал Константинопольскую Патриархию, утверждая, что у всех «воспротивившихся Московскому Патриарху» русских иерархов (речь об эмигрантах) «совсем затемнилось каноническое сознание», и делая вывод: «Объединение всех русских епархий, находящихся за пределами государственных границ Русской Церкви, возможно только вокруг престола Московского Патриарха».
15 ноября 1949 года был уволен на покой. В том же месяце митрополит Серафим решил вернуться в Русскую Зарубежную Церковь. Иерарх принес письменное покаяние в том, что выходил из подчинения Синода и «подчинялся иерархии, сотрудничающей с безбожной властью». 12 декабря Архиерейский Синод принял митрополита Серафима и поручил епископу Нафанаилу (Львову) разместить его на покое в монастыре впредь до выяснения возможности привлечения его к церковной деятельности. При этом самому митрополиту Серафиму было дано указание обратиться к клирикам Московского Патриархата с призывом присоединяться к РПЦЗ. Правда, с Зарубежной Церковью митрополит связывать свою дальнейшую карьеру не спешил. Он продолжал переписку с Москвой, стараясь получить новое назначение. Иерарх настаивал, что будет незаменим в Америке и даже старался скомпрометировать архиепископа Адама, которого считал своим соперником. Однако ни в Америку, ни в другую страну митрополит Серафим назначен не был.
17 мая 1954 года приехал на жительство в СССР. В 1956 году перемещён на покой в Гербовецкий монастырь, где скончался 18 февраля 1959 года.

## Публикации
- Нравственные воззрения преподобного Иоанна Лествичника // Православный собеседник. — 1905. — № 7/8.
- Слово похвальное в честь и память Иоанна Златоуста // Таврический церковно-общественный вестник. — 1907. — № 33.
- Слово на день Святыя Троицы // Таврический церковно-общественный вестник. — 1908. — № 17.
- Церковь и государство; Новые распинатели Христа; Речь при погребении пристава В. И. Вербицкого; О повиновении гражданским властям // Таврический церковно-общественный вестник. — 1909. — № 5-7, 12, 28, 31.
- Чем отличается православие от других исповеданий? // Таврический церковно-общественный вестник. — 1910. — № 9.
- Поучения // Таврический церковно-общественный вестник. — 1911. — № 1/2, 4.
- Речь при возведении во епископа // Церковные ведомости. Прибавления. — 1914. — № 37.
- Увещательное послание к пастве; Письмо к прот. С. И. Орлову // Церковные ведомости. — 1927. — № 3-6.
- Церковная власть в Советской России. — Белград, 1934.
- Церковь и советская власть. — Белград, 1933.
- Митрополит Антоний в Валаамском монастыре // Царский вестник. — 1939. — № 545.
- По поводу «открытого письма» митр. Евлогия митр. Анастасию // Церковная жизнь. — 1939. — № 4.
- Послание пастве [о вступлении в управление Экзархатом Западно-Европейских православных русских приходов] // Журнал Московской Патриархии. — 1946. — № 9. — С. 16—17.
- Впечатления от пребывания в Москве (7/II-25/II-1947 г.) // Журнал Московской Патриархии. — 1947. — № 3. — С. 13.
- Без канонов; Единство Церкви // Журнал Московской Патриархии. — 1949. — № 6. — С. 34—39; № 12.
- Дорогая Родина // Журнал Московской Патриархии. — 1954. — № 9. — С. 19.
- Проект организации церковного управления, разработанный митрополитом Серафимом (Лукьяновым) // Материалы к истории православия в нацистской Германии Публ. иерея Георгия Ореханова и Г.Зоммер // Вестник ПСТГУ. Предыстория. Богословский сборник. № 7.—М., 2001. — С. 264—268.
- Письмо к Патриарху Тихону // Следственное дело Патриарха Тихона. — М., 2000. — С. 677—679.
- Письмо митрополиту Антонию (Храповицкому) // Русская Церковь. XX век. Кн. 1. — Мюнхен, 2002. — С. 546—551.
- Рапорты, письмо Патриарху Тихону // Шевченко Т. Валаамский монастырь и становление Финляндской Православной Церкви (1917—1957). М., 2013. С. 365—366, 368—370.